# Міло (Мен)
Міло (англ. Milo) — місто (англ. town) в США, в окрузі Піскатаквіс штату Мен. Населення — 2251 особа (2020).

## Демографія
Згідно з переписом 2010 року, у місті мешкало 2340 осіб у 1034 домогосподарствах у складі 645 родин. Було 1274 помешкання
Расовий склад населення:
| - 97,2 % — білих - 1,0 % — чорних або афроамериканців - 0,4 % — корінних американців - 0,3 % — азіатів |

До двох чи більше рас належало 0,8 %. Частка іспаномовних становила 0,9 % від усіх жителів.
За віковим діапазоном населення розподілялося таким чином: 21,4 % — особи молодші 18 років, 59,0 % — особи у віці 18—64 років, 19,6 % — особи у віці 65 років та старші. Медіана віку мешканця становила 44,7 року. На 100 осіб жіночої статі у місті припадало 95,2 чоловіків;  на 100 жінок у віці від 18 років та старших — 93,3 чоловіків також старших 18 років.
Середній дохід на одне домашнє господарство  становив 38 540 доларів США (медіана — 29 583), а середній дохід на одну сім'ю — 49 330 доларів (медіана — 39 250). Медіана доходів становила 33 424 долари для чоловіків та 31 875 доларів для жінок. За межею бідності перебувало 28,8 % осіб, у тому числі 40,3 % дітей у віці до 18 років та 18,4 % осіб у віці 65 років та старших.
Цивільне працевлаштоване населення становило 823 особи. Основні галузі зайнятості: освіта, охорона здоров'я та соціальна допомога — 33,9 %, виробництво — 20,0 %, роздрібна торгівля — 13,4 %, будівництво — 7,5 %.